# Hydromorfologie
De term hydromorfologie is geïntroduceerd als kwaliteitselement in de Kaderrichtlijn Water. Hydromorfologie is letterlijk vertaald uit het Oudgrieks een samenvoeging van hudor (water), morphè (vorm) en logos (leer). Logos kan ook worden geïnterpreteerd als woord, rede of systeem. Een letterlijke vertaling van hydromorfologie wordt dan: "De leer van het systeem van vormen door en in water".
In het Handboek Hydromorfologie is de volgende definitie opgenomen: "De leer van de vormen in het landschap ontstaan door water".
Hydromorfologie is de basis voor het huidige ecologische potentieel van een watersysteem en de waterkwaliteit die daarmee samenhangt. Ingrepen in de hydromorfologische condities van een waterlichaam kunnen consequenties hebben voor het functioneren van het systeem. Door de Europese richtlijnen voor het bevorderen van de waterkwaliteit in de Kaderrichtlijn Water heeft de hydromorfologische monitoring een aparte rol gekregen. De Nederlandse watersystemen zijn ingedeeld in drie hoofdtypen:
- R-type, waaronder rivieren, beken en getijdenrivieren vallen;
- M-type, met meren, sloten en kanalen;
- K&O-type, de kust- en overgangswateren.

Voor elk watertype zijn aparte hydromorfologische parameters opgesteld, die grotendeels zijn afgeleid van de Europese hydromorfologische kwaliteitselementen.

## R-type
Voor het R-type betreft het de parameters: passeerbaarheid barrières (twee subparameters), bereikbaarheid voor vissen, waterstanden, afvoer, stroomsnelheid, mate van vrije afstroming, mate van natuurlijk afvoerpatroon, getijdenkarakteristiek (drie subparameters), grondwaterstand, rivierloop, dwarsprofiel en mate van natuurlijkheid, aanwezigheid van kunstmatige bedding, mate van natuurlijkheid substraatsamenstelling bedding, erosie/sedimentatie structuren, aanwezigheid oeververdediging, landgebruik oever, landgebruik in uiterwaard/beekdal, mate van natuurlijke inundatie en mogelijkheid tot natuurlijke meandering.

## M-type
Voor het M-type zijn het de parameters: kwel of wegzijging, neerslag, verdamping, aanvoer, afvoer, waterstand, waterdiepteverdeling, bodemsamenstelling, oeververdediging en helling oeverprofiel.

## K&O-type
Voor het K&O-type betreft het de parameters: getijslag, debiet zoet water, verhoudingsgetal horizontaal getij, golfklimaatklasse, overheersende stroomrichting en stroomsnelheid, diepteverdeling, soort bodem, samenstelling substraat, soort intergetijdengebied, droogvalduur, soort oever, kust- en oeververdediging, landgebruik getijdenzone en landgebruik oever.